# Danilo Esteves
Danilo Esteves Miranda (Guayaquil, Ecuador, 15 de noviembre de 1977) es un actor cómico ecuatoriano, conocido por haber sido parte del elenco de los programas cómicos de David Reinoso, Jorge Toledo y Flor María Palomeque durante varios años. Ha trabajado para televisión, teatro y cine, y fue presentador del programa Café y bolón de Teleamazonas.

## Primeros años y estudios
Nació el 15 de noviembre de 1977 en Guayaquil, Ecuador. Es hijo de Rosa Leonor Miranda Rodríguez y del artista plástico Danilo Esteves Robalino. A la edad de 5 años, su madre le pidió que imite a Hulk, de la serie interpretada por Lou Ferrigno, al ver esto su tío, quien era actor, le interesó ser una especie de maestro improvisado de artes escénicas para Danilo. Desde entonces su tío traía libretos que luego con Danilo actuaban a modo de juego. Hasta los 10 años de edad y algo más de su preadolescencia dividió su tiempo en estos juegos actorales, sus estudios y su dedicación por el deporte como el básquet, fútbol y atletismo.
Interesado por el mundo de la actuación, decidió ingresar al Instituto Superior de Estudios de Televisión (ITV), sin embargo al no tener la carrera de actuación en aquella época, estudió producción, y actuó esporádicamente en dramatizados que debió realizar él o sus compañeros como tarea de la carrera.

## Carrera

### Inicios en la televisión
Mientras aún era estudiante del ITV, logró ingresar a TV Más, donde realizó improvisaciones para los programas de Show de Calandraca y Solo risas. Más tarde formó parte de Xibalux, junto a Úrsula Strenge en Teleamazonas, donde interpretó a un personaje llamado Martín Pirulí.

### Televisión

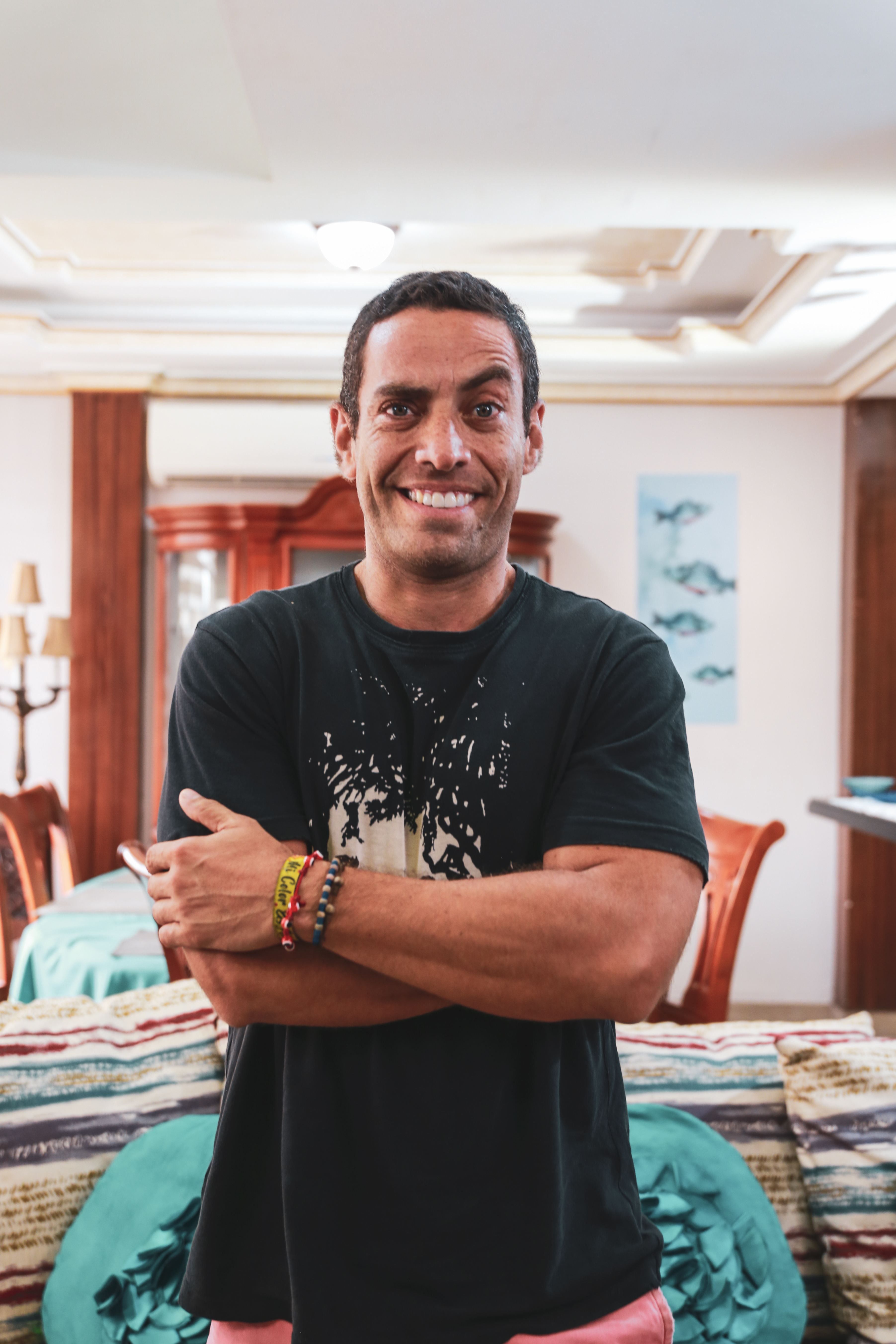
Danilo Esteves en el set de grabación de Amo de casa, de RTS, en 2019

En 1999 forma parte del programa de TC Televisión, Ni en Vivo Ni en Directo, como asistente de producción, pese a que no le gustaba el cargo aprovechó la época dorada del programa, y más tarde formó parte del elenco como actor secundario alrededor de los protagonistas de los sketch David Reinoso y Flor María Palomeque. Con el equipo permaneció durante varios años, formando parte de Vivos pero no revueltos y cuando se cambiaron de estación televisiva a Ecuavisa con Vivos, además de irse de gira por todo el país, a los Estados Unidos y Europa.
En 2006 se separa de Vivos luego de 7 años de permanecer con el elenco, para probar suerte en un protagónico junto a Mosquito Mosquera para Teleamazonas, la serie cómica Súper Espías, la cual solo duró 2 temporadas hasta el 2007 por razones internas del canal, donde también compartió escenario con la cantante y actriz Sharon la Hechicera durante la segunda temporada.
En 2008 formó parte de los sketches para el programa matutino El Club de la Mañana de RTS, junto a Tábata Gálvez durante un año.
En 2009 regresó al programa Vivos que ahora se había cambiado a Teleamazonas, con la propuesta de ser parte también de La Pareja Feliz, donde solo fue parte de la primera temporada, y parte del programa ReVivos, una propuesta sin David Reinoso ni Flor María Palomeque, el cual no duró mucho en la transmisión.
En 2010 formó parte de El gran show del Mundial, Ni por aquí, ni por allá y del programa Dueños del Mediodía de Gama TV, como un personaje llamado Diablo de la Información, llegando a ser parte de titulares en la prensa rosa y televisiva en aquel entonces debido a la relación sentimental que mantuvo con su compañera de personal Marián Sabaté.
En 2015 regresa a la televisión como presentador del programa de variedades de Teleamazonas, Café y bolón durante los primeros seis meses de transmisión del mismo.
En 2019 forma parte de la serie cómica Amo de casa, de RTS, dirigido por Jorge Toledo, el cual también actúa, junto al elenco de Jaime Roca, Marilú Pesántez y Mayra Jaime.

### Teatro

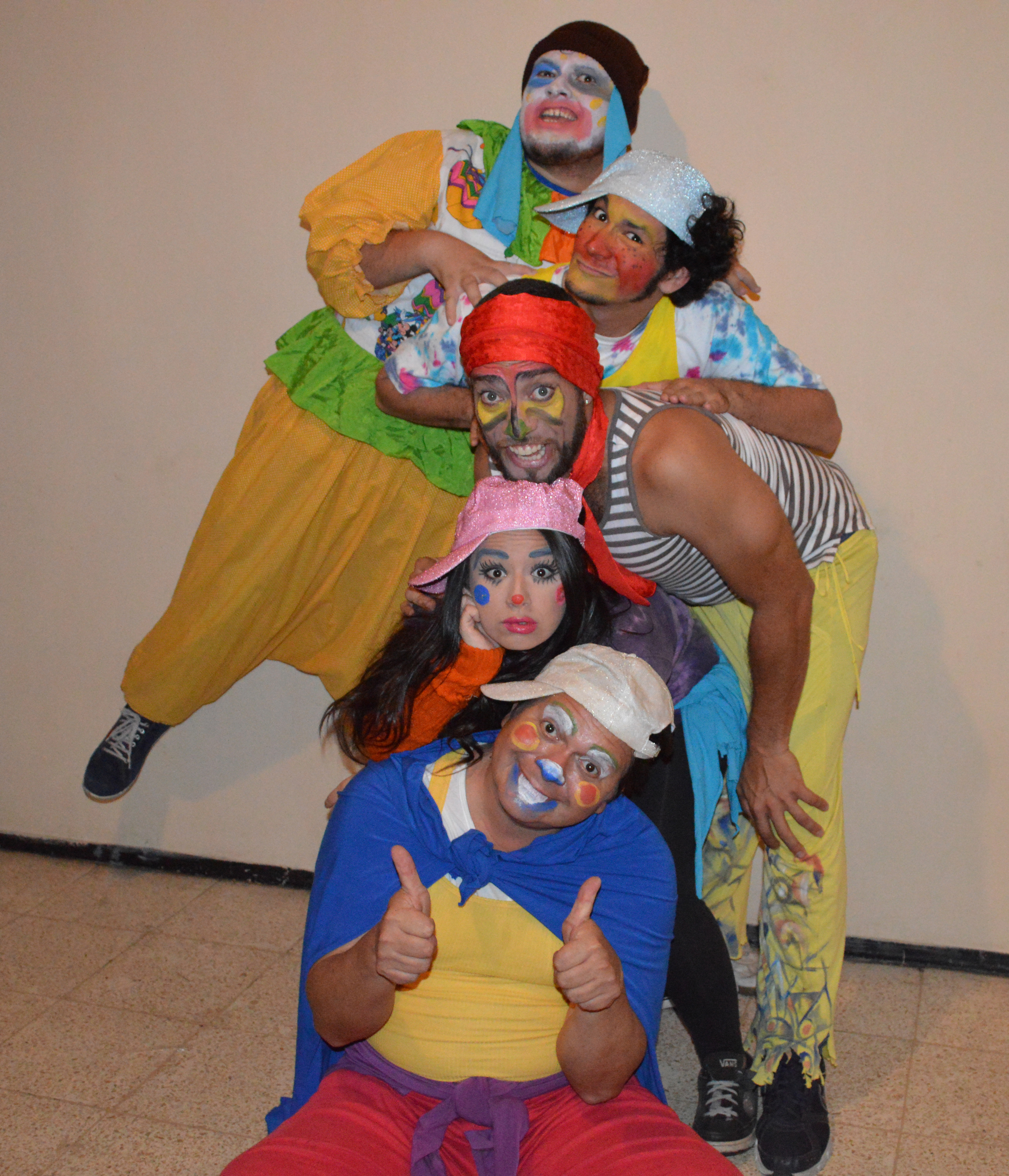
Santiago Vázquez, Felipe Crespo, Danilo Esteves, Alexis Jaramillo y Marcelo Gálvez en la obra de teatro infantil Juan el Imaginero, en 2014.

En 2006 fue protagonista de la obra Sino te cuidas sida..., la cual también dirigió.
En 2011 decide alejarse de los proyectos televisivos para realizar presentaciones humorísticas como actor independiente, presentando su stand up comedy El huevólogo. También ha presentado otros Shows cómicos musicales como El viejólogo (2012) junto a su hermano Alejandro y a Pablo Gálvez, con el cual abrió con mucha aceptación del público un show del mexicano Adal Ramones en el Centro de Convenciones, también abrió los shows de Piter Albeiro y en 2013 presentó su show monólogo ¿Soltero maduro?.
En 2011 fue parte de la obra Sopla..., dirigida por Luciana Grassi y Perros dirigida por Jaime Tamariz.
También ha sido parte de obras teatrales como Crímenes de horror y humor, una adaptación de Miguel Antonio Chávez basada en el clásico Crímenes horrendos, del dramaturgo español Rafael Mendizábal, donde interpretó a Lord Ambiguo. A finales de 2013 fue parte de Scrooge, obra dirigida por Jaime Tamariz para el Teatro Sánchez Aguilar, donde interpretó a Jacob Marley, amigo de Ebenezer. Ese mismo año fue parte de la obra de Shrek, dirigida por José Miguel Salem.
En 2014 fue parte de la obra Crímenes de humor y horror 2 dirigido por Luisa Cuesta. También fue parte de la obra teatral interactiva para niños Juan el Imaginero, junto a Marcelo Gálvez y a varios jóvenes actores entre los cuales estuvo Alexis Jaramillo Egüez, Santiago Vásquez y Felipe Crespo.
En el año 2022 lanzó junto a su hermano Alejandro quien es Productor, cantante y actor, el show "Necesito Terapia", una comedia escrita por ambos, donde relatan lo que muchos ecuatorianos tuvieron que pasar en pandemia y post-pandemia, siempre con un toque de humor.
En el año 2023 nuevamente presentó con su hermano Alejandro, un show propio llamado "Secuestro Express", siguiendo con la temática de revivir con humor la actualidad del país, en este caso las vicisitudes que se pasan con la ola de inseguridad en la que se vive en Ecuador.

### Cine
En 2006 fue protagonista junto a David Reinoso y Carlos Valencia en el cortometraje Última Función, dirigido por Jorge Toledo, donde también participó Andrés Garzón.
En 2014 fue parte del rodaje de la película de humor negro de 2015, La descorrupción de la directora María Emilia García, donde interpretó el papel de un político corrupto.
Es protagonista de la película Estratagema, dirigida por Tyron Maridueña.
En 2021 fue parte del elenco en la película "Viejos Malditos", comedia negra, ópera prima del director Xavier Chávez C. y producida por Ivonne Campoverde, actuó como el personaje "José", hijo de Elías, protagonizada por Jaime Bonelli, Poen Alarcón y Alexandra Puyol. Película en etapa de postproducción, a estrenarse en el 2022.

## Vida privada
Esteves es divorciado dos veces y tiene tres hijos. Su primer matrimonio fue con Mariela Landivar, con quien procreó a Danilo Alberto Esteves Landivar. Su segundo matrimonio fue con Andrea Lima, con quien procreó a Emiliana Daniela y Joaquín Francisco Esteves Lima.